# Mama's Cowpuncher
Mama's Cowpuncher è un cortometraggio muto del 1921 diretto da Alf Goulding.

## Produzione
Il film fu prodotto dalla Century Film.

## Distribuzione
Distribuito dall'Universal Film Manufacturing Company, il film - un cortometraggio in due bobine - uscì nelle sale cinematografiche USA il 12 ottobre 1921.